# وليد عبد ربه
وليد يوسف محمد عبد ربه (ولد في طولكرم) سياسي ووزير فلسطيني سابق، شغل منصب وزير وزارة الزراعة الفلسطينية ضمن حكومة أحمد قريع الثالثة في الفترة من 24 فبراير 2005 وحتى 27 مارس 2006.

## حياته الشخصية
وليد عبد ربه هو شقيق السياسي والبرلماني الفلسطيني مفيد عبد ربه.